# وايت فاير (رواية)
وايت فاير تعتبر من الروايات المثيرة عند الكتاب الأمريكيين مثل دوغلاس بريستون ولينكولن تشايلد. حيث ظهر هذا النوع من الروايات في 12 نوفمبر 2013 من قبل دارالنشر (Grand Central Publishing). حيث أن الكتاب الثالث عشر في سلسلة العميل الخاص باندرجاست هي رواية (Two Graves).
الحبكة
بدأت كوري سوانسون حل لغز تاريخي والذي يعود إلى زمن بعيد، ففي عام 1876 وفي أحد معسكرات التعدين والتي تسمى رورينج فورك (Roaring Fork) في كولورادو روكيز، فقد لقي العديد من عمال المناجم حتفهم في ما يسمى هجمات الدب المتوحش. وقد قامت كوري بفحص رفات عمال المناجم نتج عنه اكتشاف يهدد وجود المنتجع ذاته. وقد قام زعماء البلدة بالمحاولة بمنعها من البوح عن ماضي مجتمعهم المظلم والدموي عن طريق اعتقالها وسجنها. وهنا ظهر دور العميل الخاص باندرجاست من مكتب التحقيقات الفيدرالي لمساعدتها. وقد أصبحت المدينة الآن منتجعًا حصريًا للتزلج وتم حفر مقبرتها للبناء والتطوير الحضري.
الاستقبال (Reception)
عشاق شارلك هولمز (Sherlock Holmes) سيستمتعون برواية Preston and Child الثالثة عشر والتي تتحدث عن عميل اميريكي غريب الاطوار والمستوحاة من قصة باندرجاست
حيث قد قام كل من Lee Child و Clive Cussler و Anne Rice و Peter Straub بتجهيز هذا الجزء والوكيل هو اريك سيمونوف.